# 米利安一世
米利安一世（—前112年），前162年至前112年的高加索伊比利亞國王。
根據中世紀早期格魯吉亞人的描述，米利安自稱是波斯阿契美尼德人的後裔，他的妻子是伊比利亞國王紹爾瑪格一世的女兒。紹爾瑪在前162年死後，因無子嗣，王位由米利安繼承。
他最為人知曉的是對高加索北部勇猛的山地人──Dzurdzuk人──的勝利。這些部族（車臣及印古什人的祖先）曾入侵卡赫蒂及Bazaleti州，但被米利安牽引着及趕回他們自己的土地上。在這次勝利後，他在達里亞爾峽谷（Daryan Pass）建立鞏固的築堡，以加強他王國在北面的邊防。
他的王位由兒子法爾納喬姆繼承。
| 前任： 紹爾瑪格一世 | 格魯吉亞君主 前162年-前112年 | 繼任： 法爾納喬姆 |